# Desa Bojonggaling (administrativ by i Indonesien, lat -6,83, long 106,72)
Desa Bojonggaling är en administrativ by i Indonesien.   Den ligger i provinsen Jawa Barat, i den västra delen av landet, 70 km söder om huvudstaden Jakarta.